# Chillán
Chillán là một thành phố của Chile. Chillán có diện tích 511 km², dân số năm 2002 là 161.953 người.

## Khí hậu
| Dữ liệu khí hậu của Chillán               | Dữ liệu khí hậu của Chillán | Dữ liệu khí hậu của Chillán | Dữ liệu khí hậu của Chillán | Dữ liệu khí hậu của Chillán | Dữ liệu khí hậu của Chillán | Dữ liệu khí hậu của Chillán | Dữ liệu khí hậu của Chillán | Dữ liệu khí hậu của Chillán | Dữ liệu khí hậu của Chillán | Dữ liệu khí hậu của Chillán | Dữ liệu khí hậu của Chillán | Dữ liệu khí hậu của Chillán | Dữ liệu khí hậu của Chillán |
| Tháng                                     | 1                           | 2                           | 3                           | 4                           | 5                           | 6                           | 7                           | 8                           | 9                           | 10                          | 11                          | 12                          | Năm                         |
| ----------------------------------------- | --------------------------- | --------------------------- | --------------------------- | --------------------------- | --------------------------- | --------------------------- | --------------------------- | --------------------------- | --------------------------- | --------------------------- | --------------------------- | --------------------------- | --------------------------- |
| Cao kỉ lục °C (°F)                        | 37.8 (100.0)                | 37.2 (99.0)                 | 34.8 (94.6)                 | 31.6 (88.9)                 | 27.0 (80.6)                 | 21.4 (70.5)                 | 20.0 (68.0)                 | 24.7 (76.5)                 | 27.2 (81.0)                 | 31.4 (88.5)                 | 32.8 (91.0)                 | 35.2 (95.4)                 | 37.8 (100.0)                |
| Trung bình ngày tối đa °C (°F)            | 28.5 (83.3)                 | 28.1 (82.6)                 | 25.4 (77.7)                 | 20.2 (68.4)                 | 15.3 (59.5)                 | 12.3 (54.1)                 | 11.9 (53.4)                 | 13.9 (57.0)                 | 16.5 (61.7)                 | 19.3 (66.7)                 | 22.7 (72.9)                 | 26.2 (79.2)                 | 20.0 (68.0)                 |
| Trung bình ngày °C (°F)                   | 22.4 (72.3)                 | 21.6 (70.9)                 | 19.3 (66.7)                 | 15.1 (59.2)                 | 11.6 (52.9)                 | 9.1 (48.4)                  | 8.5 (47.3)                  | 10.2 (50.4)                 | 12.4 (54.3)                 | 14.8 (58.6)                 | 17.7 (63.9)                 | 20.8 (69.4)                 | 15.3 (59.5)                 |
| Tối thiểu trung bình ngày °C (°F)         | 12.2 (54.0)                 | 11.3 (52.3)                 | 9.6 (49.3)                  | 7.4 (45.3)                  | 6.5 (43.7)                  | 5.1 (41.2)                  | 4.1 (39.4)                  | 4.8 (40.6)                  | 5.9 (42.6)                  | 7.5 (45.5)                  | 9.3 (48.7)                  | 11.6 (52.9)                 | 7.9 (46.2)                  |
| Thấp kỉ lục °C (°F)                       | 0.9 (33.6)                  | 0.9 (33.6)                  | 0.0 (32.0)                  | −2.5 (27.5)                 | −5.0 (23.0)                 | −4.6 (23.7)                 | −5.5 (22.1)                 | −4.4 (24.1)                 | −5.0 (23.0)                 | −1.2 (29.8)                 | 0.0 (32.0)                  | 2.2 (36.0)                  | −5.5 (22.1)                 |
| Lượng Giáng thủy trung bình mm (inches)   | 14.9 (0.59)                 | 17.9 (0.70)                 | 26.2 (1.03)                 | 70.1 (2.76)                 | 216.4 (8.52)                | 236.5 (9.31)                | 201.4 (7.93)                | 117.6 (4.63)                | 97.1 (3.82)                 | 68.5 (2.70)                 | 38.2 (1.50)                 | 22.8 (0.90)                 | 1.127,6 (44.39)             |
| Số ngày giáng thủy trung bình             | 2                           | 2                           | 3                           | 7                           | 13                          | 14                          | 14                          | 11                          | 9                           | 7                           | 4                           | 3                           | 89                          |
| Độ ẩm tương đối trung bình (%)            | 50                          | 53                          | 58                          | 68                          | 80                          | 85                          | 83                          | 78                          | 72                          | 67                          | 60                          | 54                          | 67                          |
| Số giờ nắng trung bình tháng              | 359.6                       | 296.6                       | 260.4                       | 177.0                       | 120.9                       | 87.0                        | 105.4                       | 142.6                       | 183.0                       | 229.4                       | 282.0                       | 334.8                       | 2.578,7                     |
| Số giờ nắng trung bình ngày               | 11.6                        | 10.5                        | 8.4                         | 5.9                         | 3.9                         | 2.9                         | 3.4                         | 4.6                         | 6.1                         | 7.4                         | 9.4                         | 10.8                        | 7.1                         |
| Nguồn 1: Dirección Meteorológica de Chile |                             |                             |                             |                             |                             |                             |                             |                             |                             |                             |                             |                             |                             |
| Nguồn 2: Universidad de Chile (nắng)      |                             |                             |                             |                             |                             |                             |                             |                             |                             |                             |                             |                             |                             |